# Vaas

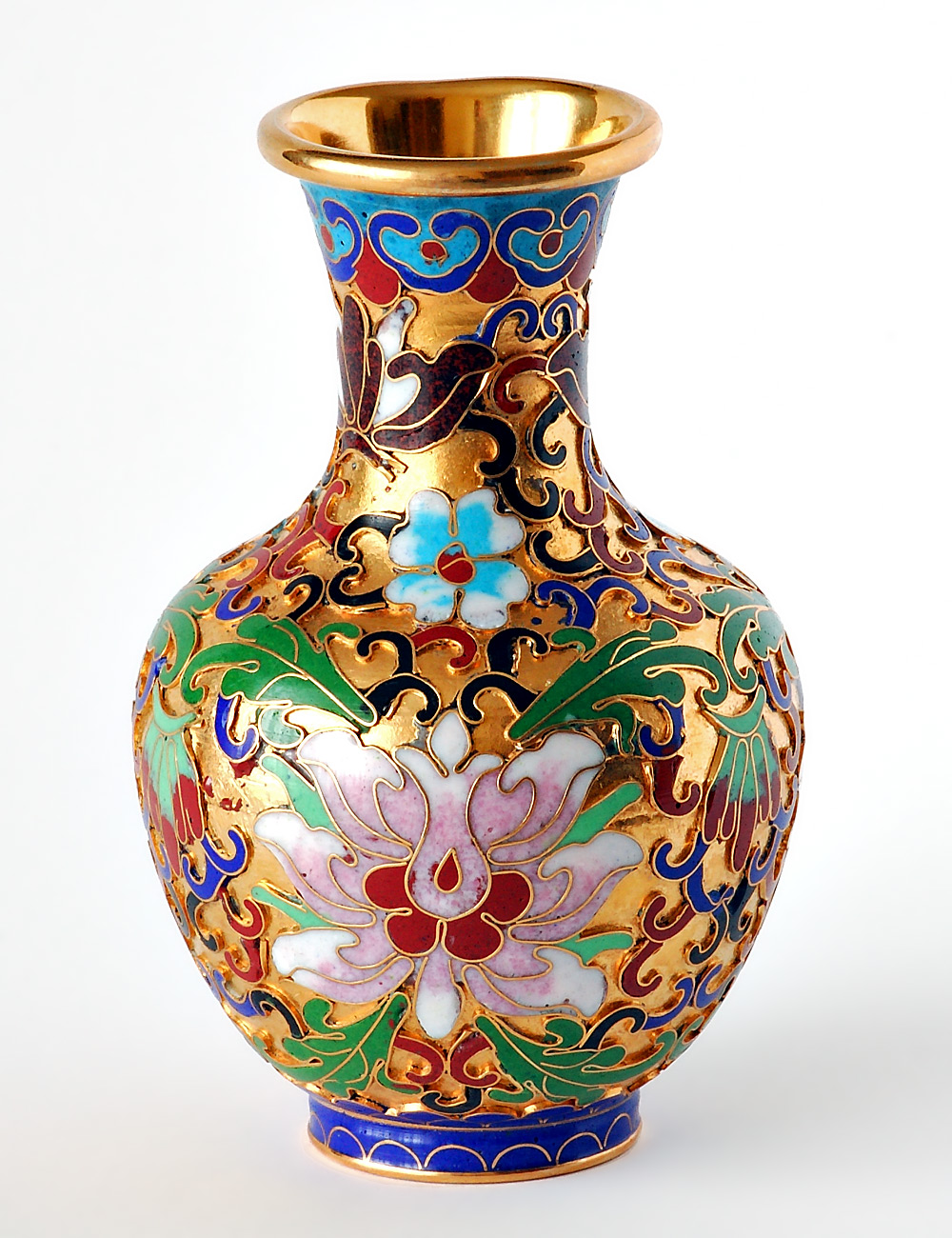
Chinese vaas

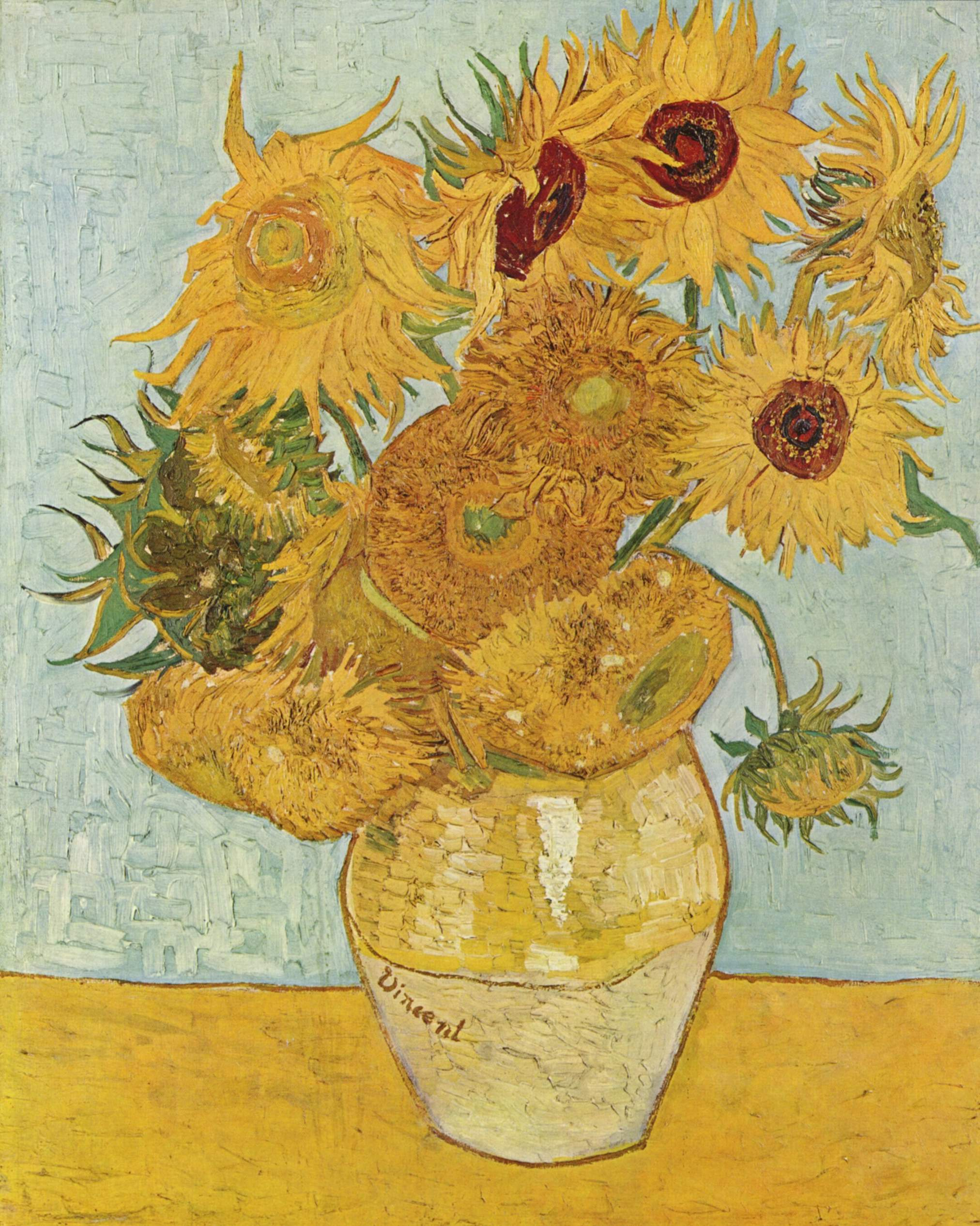
Schilderij van Van Gogh met twaalf zonnebloemen in een vaas

Een vaas is een decoratief voorwerp dat een (vloei)stof kan bevatten en aan de bovenkant open is. Een vaas wordt tegenwoordig meestal gebruikt om bloemen in te plaatsen, maar kan ook zonder bloemen als versiering dienen. Vazen worden geproduceerd in porselein, aardewerk, kristal en glas. Bovendien bestaan er ook vazen in zilver, brons, roestvrij staal en cloissoné vazen uit China (zie afbeelding).
Vazen hebben over het algemeen een vergelijkbare vorm. De voet of de basis kan bolvormig, plat of carinaat zijn. Bij de meeste vazen loopt het middengedeelte over in een smallere hals, dat zich vervolgens weer verbreedt voor de opening. Gewoonlijk ontbreken handvatten.
Vroeger werden kruiken (een soort vaas) gebruikt om bijvoorbeeld olie en meel in te bewaren. Een vaas bedoeld om regelmatig mee te schenken is een kan.
Een vaas(je) wordt ook gebruikt als aanduiding voor een soort glas voor bier.